# 馬格里

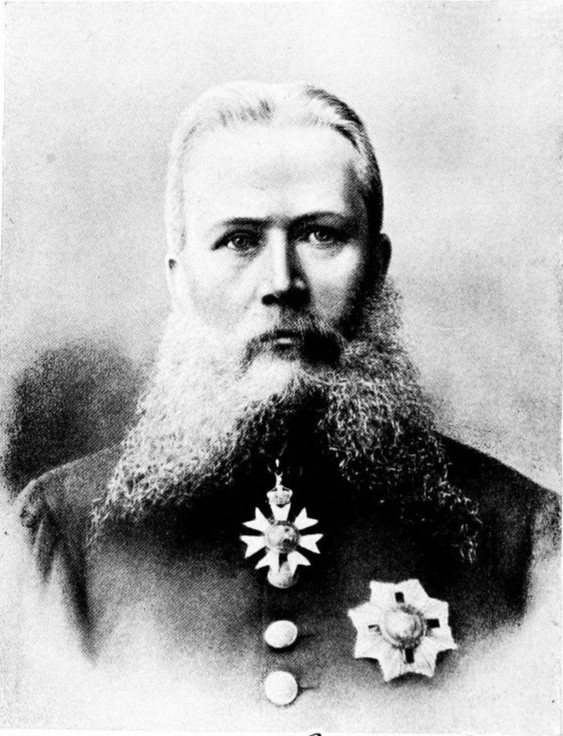
馬格里爵士

馬格里爵士KCMG（Sir Halliday Macartney，1833年5月24日—1906年6月8日），又譯馬凱尼，字清臣。生於蘇格蘭，出身馬戛爾尼家族。原為英軍軍醫。第二次鴉片戰爭時隨軍抵華，其後加入常勝軍。馬格里遂漸得到李鴻章賞識，督辦鑄造火炮。1875年，因金陵機器局鑄造的火炮爆炸被撤職。但不久獲李鴻章推薦到中國駐英使館。馬格里於1877年到達倫敦，此後近30多年間一直在倫敦為清政府效力。
1896年，孫中山在倫敦蒙難時，馬格里經常被指為事件的主謀。另一說為龔照瑗扣拿孫中山後，事後強迫馬格里負責處理。
1902年5月，馬格里獲得大清帝國頭等雙龍寶星。

## 家庭
第一任妻子是太平天国纳王郜云官的女儿（一说为侄女）。共育有三子一女，长子馬繼業。
长子：馬繼業。有極好的語言天賦，能流利使用英语、汉语、法语，俄语、德语、波斯语、印地语和土耳其语。